# Андромеда (съзвездие)
Вижте пояснителната страница за други значения на Андромеда.
Андромеда е голямо съзвездие в северната небесна полусфера, лесно за разпознаване по трите най-светли звезди α, β и γ, разположени на почти права линия, която се чупи при по слабата звезда δ. Наречено е по името на царкинята, дъщеря на Касиопея и Цефей. Според гръцката митология Андромеда била принесена в жертва на морското чудовище Кит, но била спасена от Персей.

## Ярки звезди
- α And (Алферац или Сирах) – синьо-бяла звезда от 2.1 звездна величина, спектър А0. Пълното ѝ име, дадено от древните арабски астраноми е „Сиррах ал-Фарас“, което означава „пъпа на коня“, тъй като по-рано звездата е била включена в квадрата, образуващ съседното съзвездие Пегас. Сега тя символизира главата на Андромеда. Тя е спектрално двойна, с период от 97 дни.
- β And (Мирах) – оранжево-червена звезда от 2.3 зв. вел., спектър М0. Името е получено от неправилно произнасяне на арабска дума, означаваща „бедрена препаска“.

## Двойни звезди
- γ And (Алмаак) – една от най-красивите и ярки двойни звезди. Отдалечена е от нас на 355 св. години. В малък любителски телескоп ясно се различават двата компонента на ъглово разстояние 10„, от 2.3 и 4.8 зв. величина, ефектно контрастиращи в жълт и син цвят. Вторият компонент на свой ред също е двойна звезда, но тъй като ъгловото разстояние между неговите компоненти е само 0,5“, визуалното разделяне може да се извърши само с голям телескоп при перфектни атмосферни условия. Името на звездата произхожда от арабската дума за степен рис /каракал/

## Разсеяни звездни купове
- NGC 752 – голям звезден куп, състоящ се от около 60 звезди от 9 и 10 звездна величина, покриващи район с диаметър почти 1°. Намира се на 4,5° юг-югозапад от двойната звезда γ And. Лесен обект за наблюдение с бинокъл.

## Галактики
- М31 (NGC 224) – голямата спирална галактика Андромеда, един от най-забележителните обекти в нощното небе. Намира се на разстояние 2,4 милиона светлинни години от нас. В ясна и безлунна нощ тя може да се види като малко мъгляво петънце – най-отдалеченият астрономически обект, видим с просто око. В любителски телескоп добре се очертава нейната елипсовидна форма и яркото централно ядро. Галактиката може да се види изцяло само на фотографии с продължителна експозиция, заемайки върху небесната сфера площ от около 3°, т.е. 6 пъти повече от видимия размер на пълната Луна. Тази гигантска галактика е разположена ребром към Млечния път и спиралните ръкави не могат да се наблюдават.
- NGC 891 – Друга спирална галактика, разположена ребром към нас. Може да бъде видяна на 5° източно от двойната звезда γ And. Тъй като се намира на четири пъти по-голямо разстояние от нас, отколкото М31 /на 10 млн. св. години/, нейният видим размер е само 14' x 3' и е необходим поне 6 инчов любителски телескоп, за да бъде забелязана.
- M32 (NGC 221) – елиптична галактика, спътник на голямата галактика Андромеда, на разстояние 0,5° от центъра на М31
- M110 (NGC 205) – друга елиптична галактика-спътник, разположена на повече от 1° северозападно от М31. Тя е по-голяма от М32, но и по-бледа. И двете галактики-спътници на М31 са лесен обект за любителски телескоп
- NGC 404 – елиптична галактика с видими размери 3'х 3'. Намира се само на 6' видимо разстояние от β And /Мирак/. Тази галактика обикновено не се отбелязва на звездните атласи, тъй като нейният символ попада под символа на звездата. Подведени от това обстоятелство, много често любители-астрономи я приемат за новооткрита комета и галактиката е получила популярното име „Призракът на Мирак“.

## Планетарни мъглявини
- NGC 7662 – една от планетарните мъглявини, които лесно се виждат в любителски телескоп. Намира се на 3° западно от ι And и има видим диаметър 32" х 28". При по-големи увеличения тя изглежда като неясен синкав диск, оттук и името ѝ „The Blue Snowball“.